# NGC 2202
NGC 2202 je otvoreni skup  u zviježđu Orionu. 

## Vanjske poveznice
- SEDS: NGC 2202